# Archibasis tenella
Archibasis tenella är en trollsländeart som beskrevs av Maurits Anne Lieftinck 1949. Archibasis tenella ingår i släktet Archibasis och familjen dammflicksländor. Inga underarter finns listade i Catalogue of Life.